# Olympische Sommerspiele 2012/Schwimmen – 100 m Rücken (Frauen)
Der Wettbewerb über 100 Meter Rücken der Frauen bei den Olympischen Spielen 2012 in London wurde am 29. und 30. Juli 2012 im London Aquatics Centre ausgetragen. 45 Athletinnen nahmen daran teil. 
Es fanden sechs Vorläufe statt. Die 16 schnellsten Schwimmerinnen aller Vorläufe qualifizierten sich für die beiden Halbfinals, die am gleichen Tag ausgetragen wurden. Für das Finale am nächsten Tag qualifizierten sich hier die acht schnellsten Starterinnen beider Läufe.
Abkürzungen:

WR = Weltrekord, OR = olympischer Rekord, NR = nationaler Rekord

ER = Europarekord, NAR = Nordamerikarekord, SAR = Südamerikarekord, ASR = Asienrekord, AFR = Afrikarekord, OZR = Ozeanienrekord

PB = persönliche Bestleistung, JWB = Jahresweltbestzeit

## Bestehende Rekorde
| Weltrekord         | Gemma Spofforth ( Vereinigtes Königreich) | 58,12 s | Rom, Italien                | 28. Juli 2009   |
| Olympischer Rekord | Kirsty Coventry ( Simbabwe)               | 58,77 s | Peking, Volksrepublik China | 11. August 2008 |

## Titelträger
| Olympiasieger | Natalie Coughlin ( Vereinigte Staaten) | 58,96 s     | Peking 2008   |
| Weltmeister   | Zhao Jing ( Volksrepublik China)       | 59,05 s     | Shanghai 2011 |
| Europameister | Jenny Mensing ( Deutschland)           | 1:00,08 min | Debrecen 2012 |

## Vorlauf

### Vorlauf 1
29. Juli 2012
| Platz | Name                | Nation   | Zeit        | Anmerkung |
| ----- | ------------------- | -------- | ----------- | --------- |
| 1     | Karen Vilorio       | Honduras | 1:06,38 min |           |
| 2     | Mónica Ramírez      | Andorra  | 1:07,72 min |           |
| 3     | Inés Remersaro      | Uruguay  | 1:08,03 min |           |
| 4     | Anahit Barseghjan   | Armenien | 1:08,19 min |           |
| 5     | Angélique Trinquier | Monaco   | 1:10,79 min |           |

### Vorlauf 2
29. Juli 2012
| Platz | Name                    | Nation     | Zeit        | Anmerkung |
| ----- | ----------------------- | ---------- | ----------- | --------- |
| 1     | Tao Li                  | Singapur   | 1:01,60 min | NR        |
| 2     | Eygló Ósk Gústafsdóttir | Island     | 1:02,40 min | NR        |
| 3     | Melanie Nocher          | Irland     | 1:02,44 min |           |
| 4     | Anja Čarman             | Slowenien  | 1:02,68 min |           |
| 5     | Sanja Jovanović         | Kroatien   | 1:03,38 min |           |
| 6     | Eszter Povázsay         | Ungarn     | 1:03,55 min |           |
| 7     | Jekaterina Rudenko      | Kasachstan | 1:03,64 min |           |
| 8     | Hazal Sarıkaya          | Türkei     | 1:04,80 min |           |

### Vorlauf 3
29. Juli 2012
| Platz | Name               | Nation     | Zeit        | Anmerkung |
| ----- | ------------------ | ---------- | ----------- | --------- |
| 1     | Fernanda González  | Mexiko     | 1:01,28 min |           |
| 2     | Alicja Tchórz      | Polen      | 1:01,44 min |           |
| 3     | Carolina Colorado  | Kolumbien  | 1:01,81 min |           |
| 4     | Kimberley Buys     | Belgien    | 1:01,92 min | NR        |
| 5     | Melissa Ingram     | Neuseeland | 1:01,94 min |           |
| 6     | Ekaterina Awramowa | Bulgarien  | 1:02,20 min |           |
| 7     | Therese Svendsen   | Schweden   | 1:03,11 min |           |
| 8     | Stephanie Au       | Hongkong   | 1:04,31 min |           |

### Vorlauf 4
29. Juli 2012
| Platz | Name                   | Nation         | Zeit        | Anmerkung |
| ----- | ---------------------- | -------------- | ----------- | --------- |
| 1     | Emily Seebohm          | Australien     | 58,23 s     | OR, OZR   |
| 2     | Georgia Davies         | Großbritannien | 59,92 s     |           |
| 2     | Zhao Jing              | China          | 59,97 s     |           |
| 4     | Kirsty Coventry        | Simbabwe       | 1:00,24 min |           |
| 5     | Arianna Barbieri       | Italien        | 1:00,25 min | NR        |
| 6     | Mie Østergaard Nielsen | Dänemark       | 1:00,38 min |           |
| 7     | Duane Da Rocha         | Spanien        | 1:00,57 min |           |
| 8     | Sharon van Rouwendaal  | Niederlande    | 1:00,61 min |           |

### Vorlauf 5
29. Juli 2012
| Platz | Name               | Nation             | Zeit        | Anmerkung |
| ----- | ------------------ | ------------------ | ----------- | --------- |
| 1     | Anastassija Sujewa | Russland           | 59,88 s     |           |
| 2     | Julia Wilkinson    | Kanada             | 59,94 s     |           |
| 3     | Rachel Bootsma     | Vereinigte Staaten | 1:00,03 min |           |
| 4     | Gemma Spofforth    | Großbritannien     | 1:00,05 min |           |
| 5     | Sinead Russell     | Kanada             | 1:00,10 min |           |
| 6     | Daryna Sewina      | Ukraine            | 1:00,57 min |           |
| 7     | Fabíola Molina     | Brasilien          | 1:01,40 min |           |
| 8     | Elena Gemo         | Italien            | 1:01,77 min |           |

### Vorlauf 6
29. Juli 2012
| Platz | Name             | Nation             | Zeit        | Anmerkung |
| ----- | ---------------- | ------------------ | ----------- | --------- |
| 1     | Missy Franklin   | Vereinigte Staaten | 59,37 s     |           |
| 2     | Belinda Hocking  | Australien         | 59,61 s     |           |
| 3     | Aya Terakawa     | Japan              | 59,82 s     |           |
| 4     | Fu Yuanhui       | China              | 59,96 s     |           |
| 5     | Simona Baumrtová | Tschechien         | 59,99 s     | NR        |
| 6     | Alexianne Castel | Frankreich         | 1:00,16 min |           |
| 7     | Jenny Mensing    | Deutschland        | 1:00,72 min |           |
| 8     | Laure Manaudou   | Frankreich         | 1:01,03 min |           |

## Halbfinale
Emily Seebohm, die in ihrem Vorlauf den olympischen Rekord verbessert hatte, blieb auch in ihrem Halbfinale unter der alten Bestmarke.

### Lauf 1
29. Juli 2012
| Platz | Name             | Nation             | Zeit        | Anmerkung |
| ----- | ---------------- | ------------------ | ----------- | --------- |
| 1     | Missy Franklin   | Vereinigte Staaten | 59,12 s     |           |
| 2     | Aya Terakawa     | Japan              | 59,34 s     |           |
| 3     | Gemma Spofforth  | Großbritannien     | 59,70 s     |           |
| 4     | Fu Yuanhui       | China              | 59,82 s     |           |
| 5     | Simona Baumrtová | Tschechien         | 1:00,02 min |           |
| 6     | Alexianne Castel | Frankreich         | 1:00,24 min |           |
| 7     | Arianna Barbieri | Italien            | 1:00,27 min |           |
| 8     | Georgia Davies   | Großbritannien     | 1:00,56 min |           |

### Lauf 2
29. Juli 2012
| Platz | Name               | Nation             | Zeit        | Anmerkung |
| ----- | ------------------ | ------------------ | ----------- | --------- |
| 1     | Emily Seebohm      | Australien         | 58,39 s     |           |
| 2     | Zaho Jing          | China              | 59,55 s     |           |
| 3     | Anastassija Sujewa | Russland           | 59,68 s     |           |
| 4     | Belinda Hocking    | Australien         | 59,79 s     |           |
| 5     | Julia Wilkinson    | Kanada             | 59,91 s     |           |
| 6     | Rachel Bootsma     | Vereinigte Staaten | 1:00,04 min |           |
| 7     | Kirsty Coventry    | Simbabwe           | 1:00,39 min |           |
| 8     | Sinead Russell     | Kanada             | 1:00,57 min |           |

## Finale
Siegerin Franklin (USA) und die Zweitplatzierte Seebohm blieben beide unter dem alten olympischen Rekord von Peking. Seebohm war damit in allen drei Rennen schneller als die alte Bestmarke.

Franklin schwamm das Finale nur 12 Minuten nach ihrem Halbfinale über 200 Meter Freistil, in dem sie das Finale erreichte. Ihre Zeit ist die viertbeste auf dieser Distanz.

Erstmals kamen sieben von acht Finalistinnen unter einer Minute ins Ziel.

Franklins Sieg war der dritte US-Sieg in Folge in dieser Disziplin.
30. Juli 2012, 19:51 Uhr MEZ
| Platz | Name               | Nation             | Zeit        | Anmerkung |
| ----- | ------------------ | ------------------ | ----------- | --------- |
| 1     | Missy Franklin     | Vereinigte Staaten | 58,33 s     | NAR       |
| 2     | Emily Seebohm      | Australien         | 58,68 s     |           |
| 3     | Aya Terakawa       | Japan              | 58,83 s     | ASR       |
| 4     | Anastassija Sujewa | Russland           | 59,00 s     |           |
| 5     | Gemma Spofforth    | Großbritannien     | 59,20 s     |           |
| 6     | Zhao Jing          | China              | 59,23 s     |           |
| 7     | Belinda Hocking    | Australien         | 59,29 s     |           |
| 8     | Fu Yuanhui         | China              | 1:00,50 min |           |

## Bildergalerie

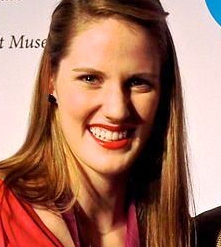
Olympiasiegerin Missy Franklin (USA)
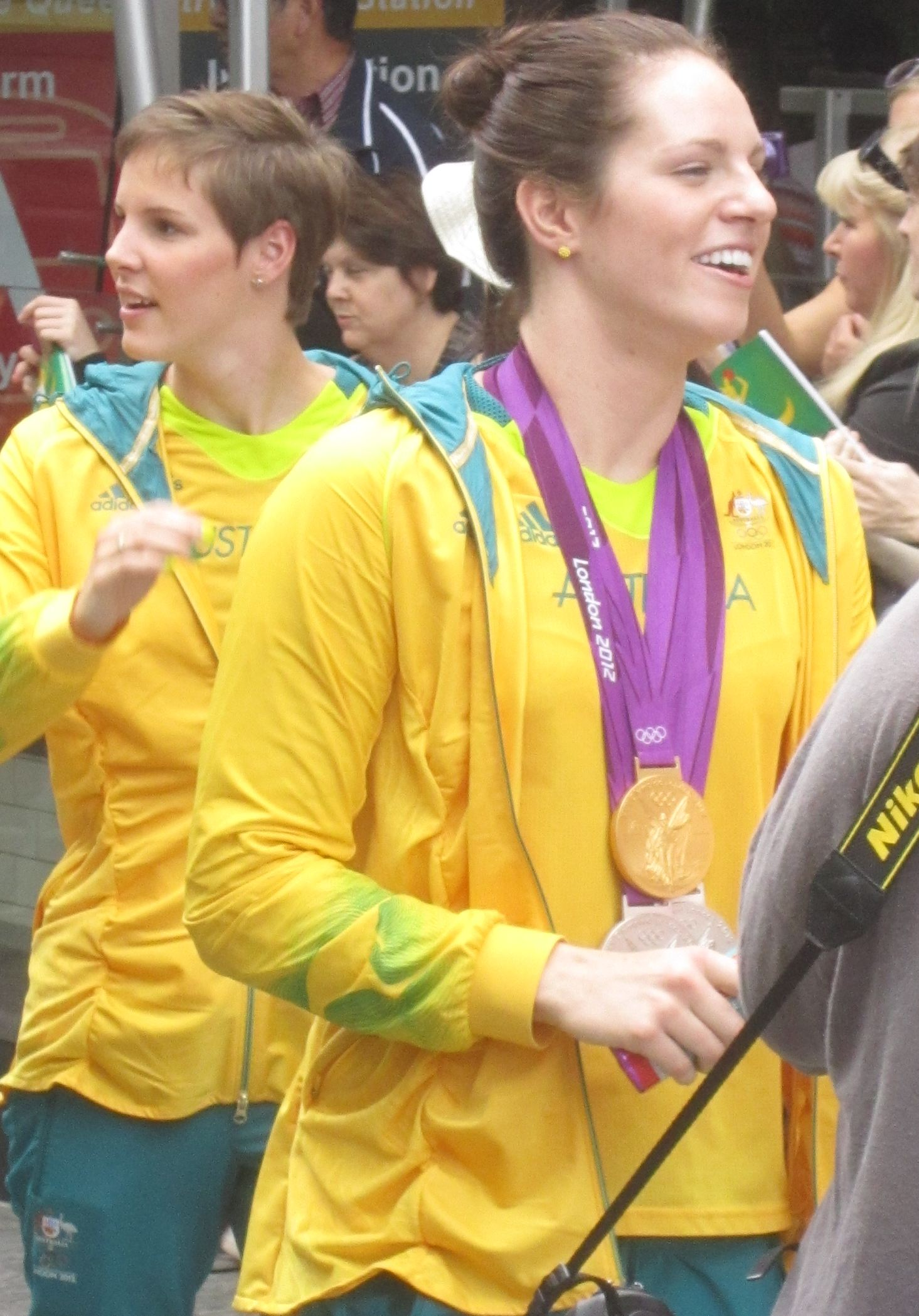
Emily Seebohm (AUS), im Vorlauf Olympia-Rekord geschwommen, gewinnt im Finale Silber
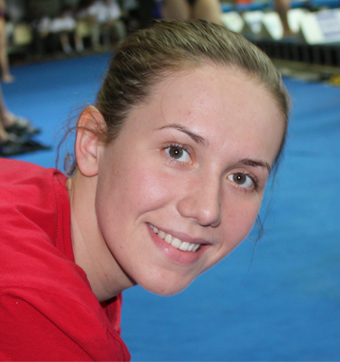
Anastassija Sujewa (RUS) wird im Finale Vierte

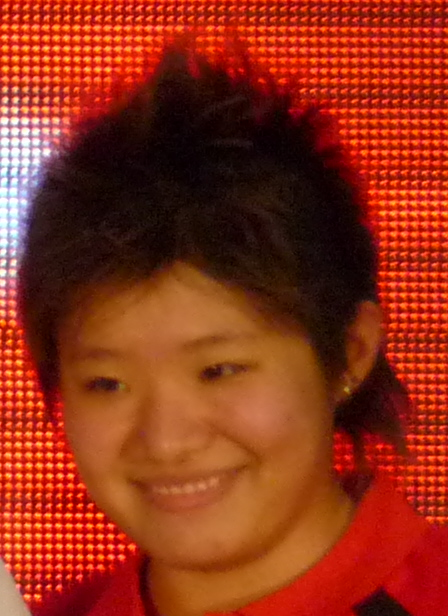
Tao Li (SIN) scheitert trotz Landesrekord im Vorlauf
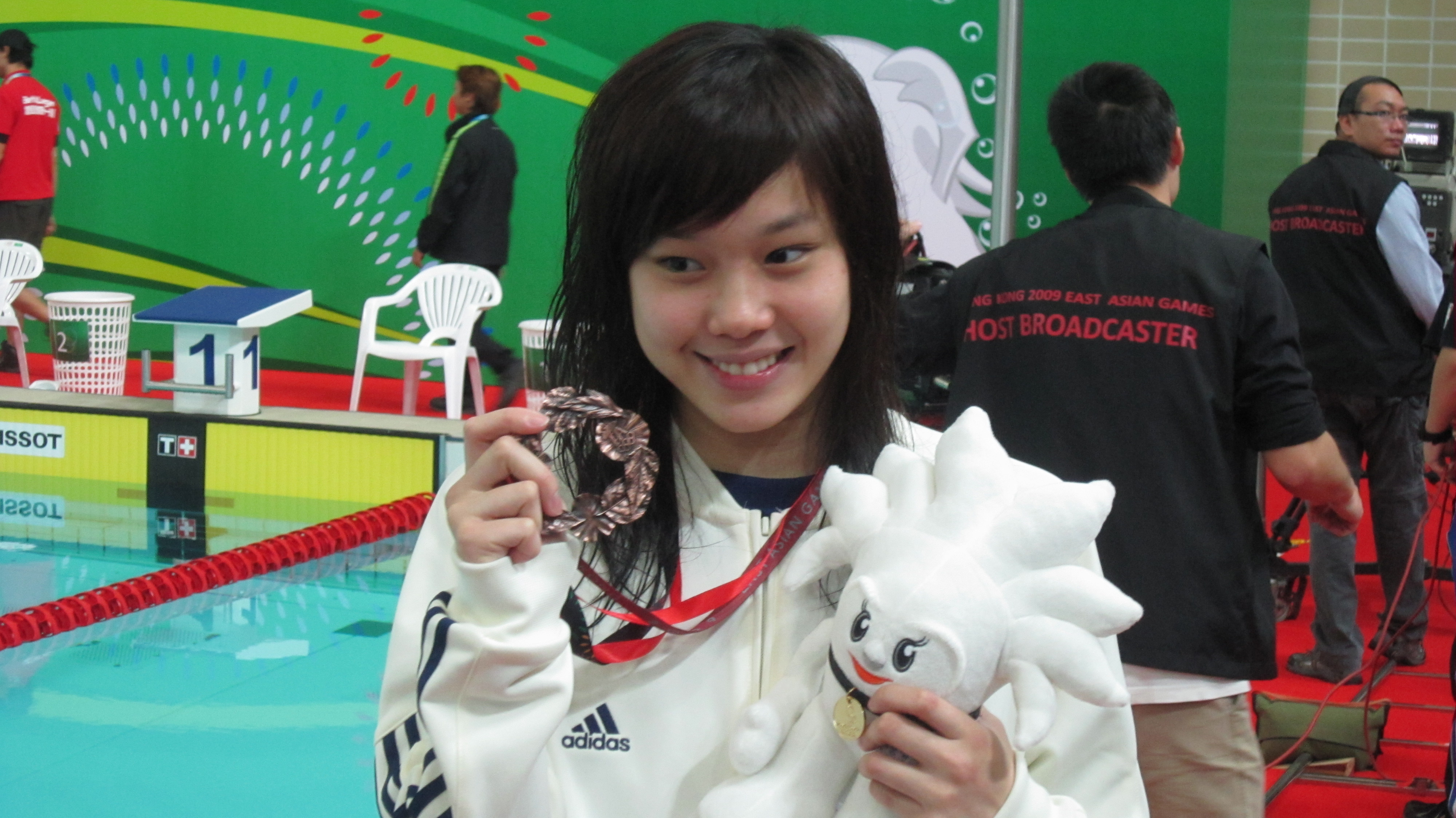
Stephanie Au (HKG), hier bei den Ostasienspielen 2009, scheitert im Vorlauf
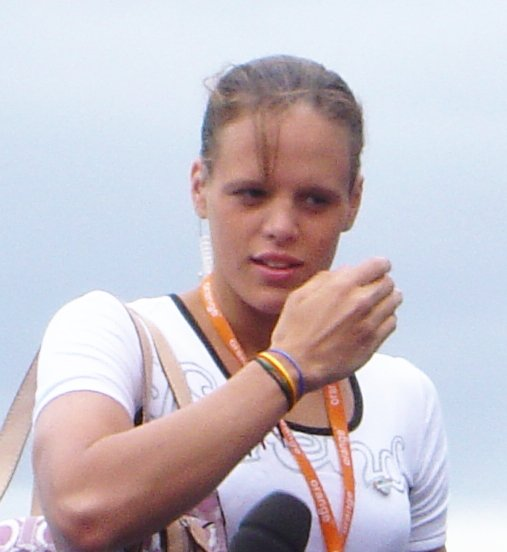
Laure Manaudou (FRA) scheidet nach dem Vorlauf aus